# 서울신학대학교
서울신학대학교(서울神學大學校, Seoul Theological University)는 성결교 계열의 사립 대학으로, 대한민국 경기도 부천시 소사구에 위치한다.

## 역사
서울신학대학교는 1911년 3월 서울 무교동에 소재한 중앙복음전도관에서 경성성서학원의 이름으로 최초 설립되었다. 제1대 원장에는 존 토마스 목사가 취임하였다.
철저한 성경 공부와 현장 중심의 교육, 온전한 복음을 강조한 경성성서학원은 1921년 대규모 교사를 신축하여 충정로 아현동(당시 지명으로, 죽첨정)으로 이전하게 된다. 그 해 9월에 이명직 목사의 회개와 간증이 도화선이 되어, 경성성서학원은 15일 동안 수업을 전폐하고 부흥집회를 갖게 되었고 이 부흥의 불길은 모든 성결교회 부흥운동으로 퍼져나갔다.
1930년 이명직 목사는 제5대 원장에 취임하였고 경성성서학원은 1940년 4년제 경성신학교로 개칭, 이명직 목사가 제1대 교장에 취임하였다.
1943년 일제에 의한 폐교와 6.25 전쟁으로 인한 부산 임시교사 시절, 1945년 광복 후 개교한 서울신학교 시절(2대 교장 이건), 1959년부터 시작된 서울신학대학 (제1대 학장 이명직 목사) 시기를 거쳐 1974년 현 위치로 이전하였다. 1992년 4월 1일 서울신학대학교로 교명이 변경됨에 따라 학장에서 총장으로 명칭이 변경되었다.

## 같이 보기
- 기독교대한성결교회
- 성결교
- 한국성결신문
- 기독교대한성결교회 역대총회장
- 찰스 카우만